# Experimentum Mundi
Experimentum Mundi. Frage, Kategorien des Herausbringens, Praxis ist das Alterswerk Ernst Blochs. In diesem Buch versucht der Autor seine Philosophie kategorial darzustellen. Der Titel deutet darauf hin, dass Bloch die Welt (Mundus) als experimentierende versteht, in der der Kampf für eine bessere Welt nicht abgeschlossen ist und nie abgegolten sein wird.
Geschrieben wurde das Werk 1972 bis 1974. Der inzwischen erblindete, fast neunzigjährige Ernst Bloch diktierte seinem Mitarbeiter Burghart Schmidt, der das Buch fertigstellte, den Inhalt. An seiner Kategorienlehre, die er im Experimentum Mundi ausbreitet, hatte Bloch schon vor dem Ersten Weltkrieg gearbeitet.

## Inhalt
Die einzelnen Kapitel sind in prozessualer Reihenfolge des Erkenntnisfortschritts angeordnet. Es beginnt mit der „Drehung über das Unmittelbare“ hinaus. Nach Bloch kann man nicht nur dann etwas nicht erkennen, wenn es zu weit entfernt ist, sondern gerade auch dann nicht, wenn es zu nah ist. So umgibt die Welt neben dem zeitlichen „Dunkel des gelebten Augenblicks“ auch das unmittelbar „leibliche Dunkel zu großer Nähe“. Wir müssen es von uns wegdrehen, um es zu erleben und nicht nur zu leben.
Dieses Drehen setzt sich fort im Abstandnehmen von der allzu nahen Sprachverwendung durch Ideologiekritik und logische „Prädizierung“. Mit Letzterem ist gemeint, dass das logische Schließen Begriff – Urteil – Schluss durch die Abfolge Ergriff – Urteil – Begriff – Schluss ersetzt werden müsse. Das Ergreifen des Unmittelbaren stehe am Anfang, dieses führe zum Urteil und erst darauf basiere die Begriffsbildung, die dann zum Schließen befähige.
Die blochsche Erkenntnistheorie geht jedoch als marxistische über eine Theorie des logischen Schließens hinaus. Im folgenden Kapitel stellt er das „Theorie-Praxis-Verhältnis“ seiner Theorie dar, insbesondere in der Fortbildungstheorie, die dialektisch den erkenntnistheoretischen Konstruktivismus und die auf der Abbildtheorie basierende Widerspiegelungstheorie miteinander vermittele.
Nach einer zusammenfassenden Grundbestimmung der Kategorien stellt er diese jeweils dialektisch erweitert durch eine erkenntnistheoretische Drehung/Hebung in vier aufeinanderfolgenden Kapiteln dar:
- die Rahmenkategorien von Zeit und Raum
- die Transmissionskategorien (objektivierende Kategorien) Möglichkeit, Tendenz und Latenz
- die Gestalten als manifestierende Kategorien (Archetypen als Auszugestalten mit utopischen Inhalt)
- die Gebietskategorien, welche durch Gemeinsamkeiten in Sphären und Regionen gebildet würden – hierher gehöre das Prinzip und der Vor-Schein einer besseren Welt, wie er sich in der Kunst und Religion zeige.

Das praxisphilosophische letzte Kapitel wendet sich der Kategorie Arbeit und dem Theorie-Praxis-Verhältnis zu.

### Sekundärliteratur
- Siegrun Wildner: Experimentum Mundi: Utopie als ästhetisches Prinzip. Zur Funktion utopischer Entwürfe in Irmtraud Morgners Romanwerk Röhrig Universitätsverlag GmbH, Nov. 2000, ISBN 3-86110-249-8